# 1428
Cette page concerne l'année 1428  du calendrier julien.
L'année 1428 est une année bissextile qui commence un jeudi.

## Événements
- 3 janvier : les dernières troupes chinoises  Ming quittent l'Annam[1]. Après avoir rejeté les Chinois hors du pays, le chef vietnamien Lê Lợi s'empare de Dông Kinh (Hanoi) et fonde la dynastie des Lê postérieurs au Đại Việt[2].
- 7 septembre : début du règne de Go-Hanazono, empereur du Japon (fin en 1464)[3].

- Les Aztèques, sous la conduite de leur Tlatoani, roi-prêtre, Itzcoatl et de son principal conseiller et neveu Tlacaelel, se fédèrent et renversent la domination des Tépanèques d’Atzcapatzalco[4]. L’empire aztèque, constitué de 38 provinces en 1521, va dominer la région du golfe du Mexique à l’océan Pacifique.
- Début d'une série de révoltes rurales (do ikki) au Japon[5]. Les plus vigoureux des paysans se mettent au service d’un seigneur et deviennent des bushi. Dès que les travaux les champs le permettent, ils sont entraînés, disciplinés et donnent à leurs jacqueries une organisation militaire. Au cours du XVe siècle, ils obtiennent satisfaction sur la plupart de leurs revendications.
- Abu'l-Khayr (1412-1468) est proclamé khan des Ouzbeks sur la Tura (Sibérie occidentale, à l’ouest de Tobolsk). Il s’empare du royaume des Djaghataïdes du fleuve Oural au Syr-Daria[6].

### Europe
- 2 février : tremblement de terre en Catalogne[7].
- 18 avril : paix de Ferrare entre Venise et Milan[8].
- 13 mai : une jeune bergère de Domrémy, en Lorraine, Jeanne d'Arc, qui dit avoir entendu des voix lui enjoignant d’aller au secours du roi de France (1425), tente de convaincre Robert de Baudricourt, à Vaucouleurs, de lui fournir un sauf-conduit et une escorte pour se rendre auprès de Charles VII à Chinon[9].
- 15 mai : le roi Alphonse V d'Aragon, qui reçoit à Valence les envoyés du roi des rois d’Éthiopie Isaac, lui écrit qu’il souhaite constituer une alliance affermie par un échange de mariages, pour prendre l’Égypte en tenaille. Le projet échoue[10].

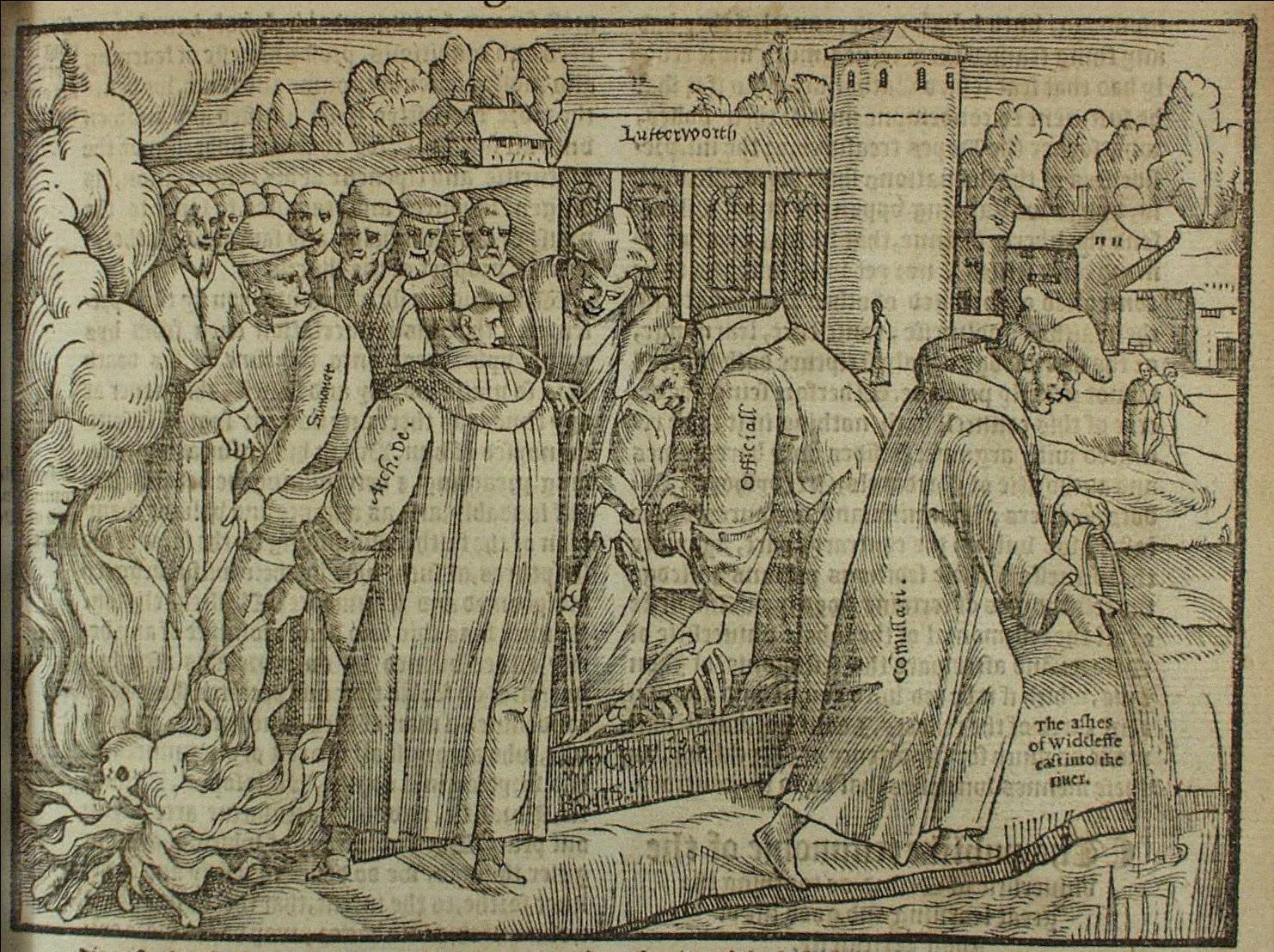
Crémation des restes de John Wyclif, John Foxe's book (1563)

- Printemps : les ossements de l'hérétique John Wyclif sont brûlés par ordre de l'Église[11].
- 3 juin[12] : bataille de Galambóc (Golubac, Serbie) entre les Turcs et les Hongrois, qui met fin définitivement à l’hégémonie hongroise dans les Balkans.
- 3 juillet : paix de Delft entre Philippe le Bon, duc de Bourgogne et la comtesse Jacqueline de Bavière[13].
- 7 juillet : fondation de Magdalene College (Cambridge)[14].

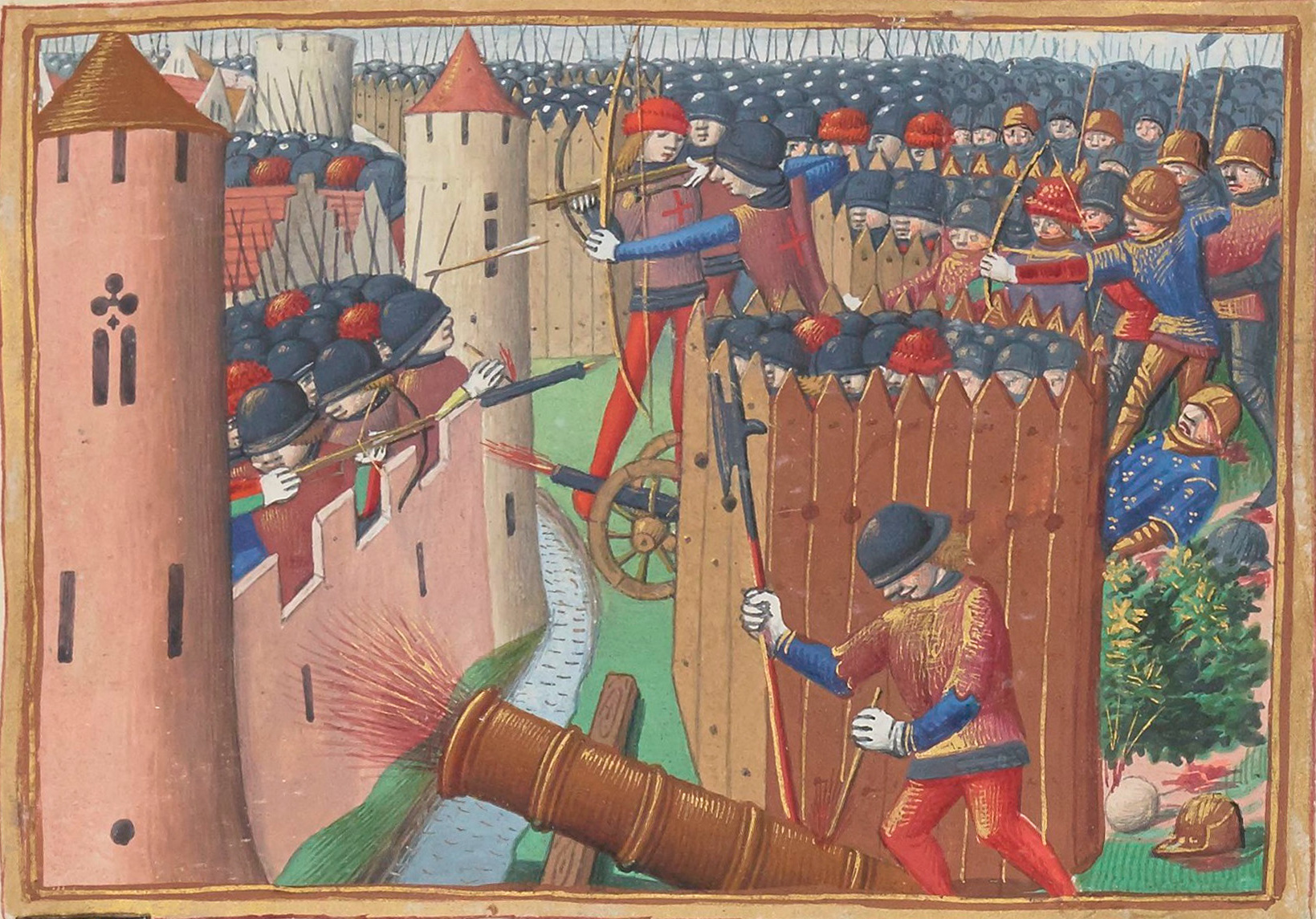
12 octobre : début du siège d'Orléans

- 12 octobre : les Anglais du comte de Salisbury arrivent devant Orléans après s'être assurés les places environnantes. Le siège de la ville commence[15].
- 24 octobre : les Anglais prennent le fort des Tournelles devant Orléans[15].
- 27 octobre : le comte de Salisbury est mortellement blessé ; après sa mort le 3 novembre, William de la Pole dirige le siège d'Orléans. La ville profite de ce répit pour se mettre en défense[15].
- 30 décembre : arrivée de renforts anglais devant Orléans. Reprise du siège[15] (fin le 8 mai 1429).

- Chasse aux sorcières en Valais (Suisse) rapportée par le chroniqueur lucernois Hans Fründ[16].
- Copenhague, attaqué par une flotte de la Hanse, est défendue avec succès par la reine Philippa[17].
- La Moldavie occupe Kilia, à l’embouchure du Danube[18].
- En Russie, la république de Novgorod fait allégeance au grand-duc de Lituanie[19].